# Charles William Miller
Charles William Miller (São Paulo, 24 november 1874 - aldaar, 30 juni 1953) was een Braziliaans voetballer en wordt beschouwd als de vader van het Braziliaanse voetbal.  

## Biografie
Miller is de zoon van de Schot John Miller en de Braziliaanse van Engelse afkomst Carlota Fox. In 1884 werd hij naar een school in het Engelse Southampton gestuurd. Hier leerde hij de sporten voetbal en cricket. In 1892 begon hij te spelen bij de Londense club Corinthian en een jaar later bij St. Mary's, het huidige Southampton FC. In 1894 keerde hij terug naar Brazilië met twee voetballen in zijn koffer en de regels volgens de Hampshire Football Association. Miller was de grondlegger van de oudste Braziliaanse voetbalclub São Paulo Athletic Club en in 1902 van de Liga Paulista, de allereerste georganiseerde competitie. Met hem als aanvaller kon Athletic de eerste drie kampioenschappen winnen. In 1906 stond hij in het doel toen de club een zware 9-1 draai om de oren kreeg van SC Internacional. 

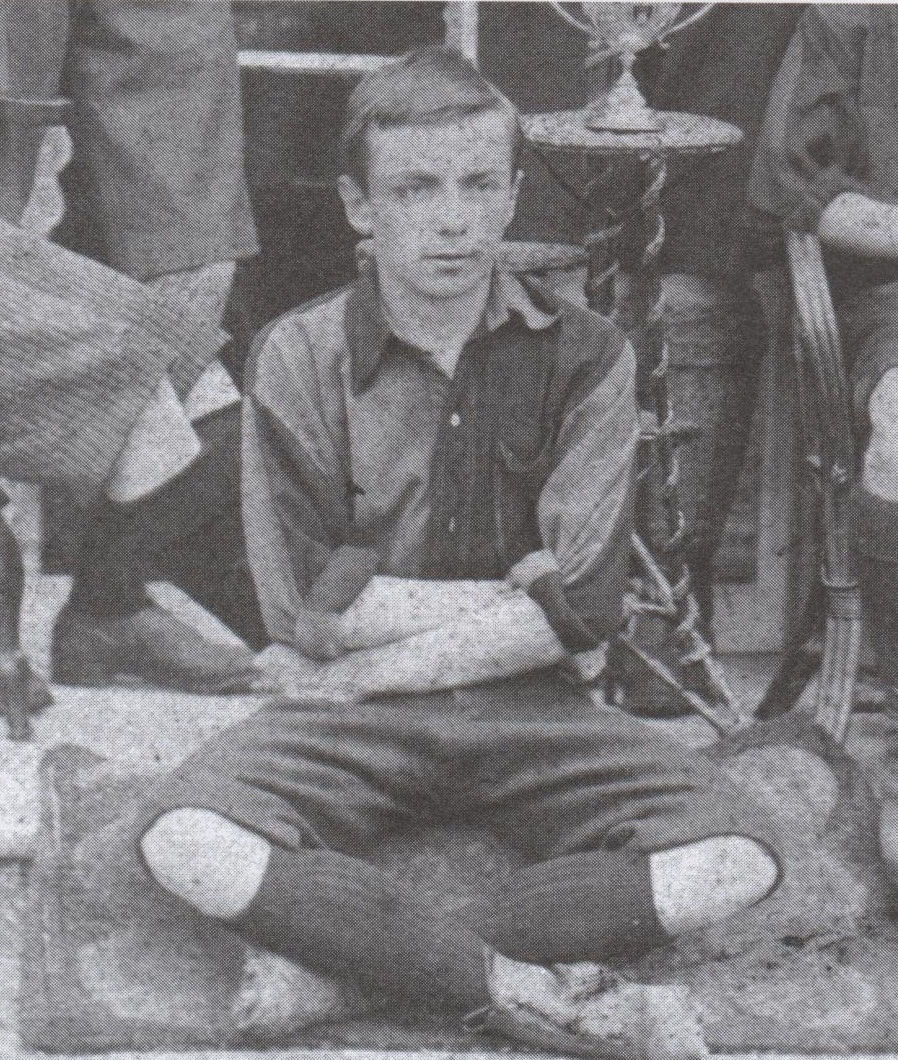
Charles Miller bij St. Mary's in 1893/94

In 1955 werd er een internationaal toernooi gespeeld dat naar hem vernoemd werd. 